# اس‌ام یوسی-۳۲
اس‌ام یوسی-۳۲ (به انگلیسی: SM UC-32) یک زیردریایی بود که طول آن ۱۶۲ فوت ۳ اینچ (۴۹٫۴۵ متر) بود. این زیردریایی در سال ۱۹۱۶ ساخته شد.